# فيكتور كريفينكو
فيكتور ميكولايوفيتش كريفينكو ((بالأوكرانية: Ві́ктор Микола́йович Криве́нко)‏, ولد 9 يناير 1982) هو سياسي أوكراني. بين عامي 2009-2010، كان نائب المدير العام في وكالة الفضاء الحكومية في أوكرانيا. في عام 2014، أصبح كريفينكو رئيس مشاريع تكنوبوليس والمتنزهات الصناعية الوطنية.